# Znan obraz ima svoj glas (4. sezona)
4. sezona šova Znan obraz ima svoj glas (ZOISG 2017) je potekala jeseni-pozimi 2017 ob nedeljah na POP TV. Prva oddaja je bila na sporedu 24. septembra 2017, finalna (12.) oddaja pa 17. decembra 2017. Vodil jo je Denis Avdić, žiranti pa so bili Tanja Ribič, Irena Yebuah Tiran in Gojmir Lešnjak.
Zmagovalec sezone je postal Luka Sešek.

## Tekmovalci
- Ljubica Špurej Jazbinšek
- Nika Zorjan
- Anina Trobec
- Lea Sirk
- Marijan Novina
- Klemen Mramor - Clemens
- Luka Sešek
- Mitja Šinkovec

Tekmovalcem so pri pripravah na preobrazbe pomagali učiteljica petja Darja Švajger, koreograf Miha Krušič in učitelj igre Tilen Artač.

## Točke skozi celotno sezono
| Tekmovalec               | 24. 9. | 1. 10. | 8. 10. | 15. 10. | 29. 10. | 5. 11. | 12. 11. | 19. 11. | 26. 11. | 3. 12. | 10. 12. | Σ   |
| ------------------------ | ------ | ------ | ------ | ------- | ------- | ------ | ------- | ------- | ------- | ------ | ------- | --- |
| Clemens                  | 14     | 8      | 15     | 22      | 21      | 11     | 8       | 18      | 11      | 15     | 11      | 154 |
| Anina Trobec             | 15     | 18     | 15     | 12      | 8       | 9      | 11      | 13      | 9       | 9      | 9       | 128 |
| Luka Sešek               | 14     | 13     | 20     | 9       | 10      | 24     | 22      | 17      | 10      | 24     | 17      | 180 |
| Nika Zorjan              | 12     | 19     | 9      | 15      | 15      | 17     | 18      | 17      | 17      | 14     | 18      | 171 |
| Ljubica Špurej Jazbinšek | 9      | 17     | 13     | 19      | 15      | 19     | 13      | 9       | 20      | 19     | 11      | 164 |
| Lea Sirk                 | 21     | 19     | 9      | 13      | 21      | 13     | 19      | 20      | 24      | 11     | 20      | 190 |
| Mitja Šinkovec           | 17     | 18     | 24     | 11      | 20      | 12     | 20      | 16      | 14      | 15     | 24      | 191 |
| Marijan Novina           | 21     | 11     | 17     | 21      | 12      | 19     | 12      | 13      | 18      | 17     | 13      | 174 |

Legenda:
     zmagovalec tedna/sezone
     tekmovalec, ki se je uvrstil v finale
Točke tekmovalca, ki je imel v posamezni oddaji skrivno misijo, so v krepkem.

## Zmagovalne preobrazbe
| #   | Datum         | Tekmovalec     | Preobrazba                                                            |
| --- | ------------- | -------------- | --------------------------------------------------------------------- |
| 1.  | 24. september | Marijan Novina | Rag'n'Bone Man ("Human")                                              |
| 2.  | 1. oktober    | Lea Sirk       | Taylor Swift ("Blank Space")                                          |
| 3.  | 8. oktober    | Mitja Šinkovec | Chaka Khan ("I'm Every Woman")                                        |
| 4.  | 15. oktober   | Clemens        | LMFAO ("Sexy and I Know It")                                          |
| 5.  | 29. oktober   | Clemens        | Eric Clapton ("Tears in Heaven")                                      |
| 6.  | 5. november   | Luka Sešek     | Barry White ("You're the First, the Last, My Everything")             |
| 7.  | 12. november  | Luka Sešek     | Sam Smith ("Stay with Me")                                            |
| 8.  | 19. november  | Lea Sirk       | Nika Zorjan ("Fse")                                                   |
| 9.  | 26. november  | Lea Sirk       | Sarah Brightman ("Time to Say Goodbye")                               |
| 10. | 3. december   | Luka Sešek     | Jan Plestenjak ("Ona sanja o Ljubljani")                              |
| 11. | 10. december  | Mitja Šinkovec | Julio Iglesias & Willie Nelson ("To All the Girls I've Loved Before") |
| 12. | 17. december  | Luka Sešek     | Johnny Logan ("Hold Me Now")                                          |

## Mladi upi 2017
Tudi v 4. sezoni je imel Znan obraz ima svoj glas humanitarno noto – z zbiranjem finančnih sredstev za dobrodelni projekt Mladi upi, ki je namenjen mladim nadarjenim (para)športnikom, umetnikom in znanstvenikom. V vsaki oddaji ima eden izmed tekmovalcev skrivno misijo. Na podlagi njegove uvrstitve POP TV daruje določeno vsoto denarja v sklad Mladi upi 2017 (1. mesto – 3000 €, 2. mesto – 2000 €, 3. mesto – 1000 €, 4.–8. mesto – 500 €), ki jo zavod Zavarovalnice Triglav za družbeno odgovorne aktivnosti Vse bo v redu podvoji. Skupaj so zbrali 51.000 €. Za finančna sredstva se je potegovalo 20 finalistov (prejemniki so v krepkem):
- Aleksandra Podgoršek, ritmična gimnastika
- Larsen Cundrič, podjetništvo, naravoslovje, znanost, robotika
- Urša Haberl, karate
- Ana Sešek, violina
- Luka Trtnik, namizni tenis (parašport)

- Maja Bedrač, atletika
- Stojan Kuhar, klasična kitara
- Hana Brečko Simšič, angleško dresurno jahanje (parašport)
- Nik Čemažar, kolesarstvo
- Luka Poljanec, tolkala

- Lara Krnc, atletika – mnogoboj
- Timi Zajc, smučarski skoki
- Jan Pancar, motokros
- Eva Vrečko, violina
- Tine Kancler, kajak kanu na divjih vodah

- Katja Fain, plavanje
- Maša Simonič, karate
- Sara Čano, violončelo
- Domen Pregeljc, naravoslovne znanosti
- Kristjan Čeh, atletika – met diska

12 prejemnikov je izbrala strokovna komisija (mag. Aleš Vičič, Brigita Langerholc Žager, Helena Osterman, doc. dr. Robert Repnik, Jadranka Juras, Polona Češarek in mag. Metoda Debeljak), enega pa gledalci s spletnim glasovanjem (največ spletnih glasov je prejela karateistka Maša Simonič).

## Oddaje

#### 1. oddaja
Gostujoči žirant je bil Magnifico.
| #  | Tekmovalec               | Preobrazba                        | Pesem                 | Glasovanje                    | Glasovanje                    | Glasovanje                    | Glasovanje                    | Glasovanje                    | Glasovanje                    | Glasovanje                    | Glasovanje | Σ  | Mesto |
| #  | Tekmovalec               | Preobrazba                        | Pesem                 | Žirija in glasovi tekmovalcev | Žirija in glasovi tekmovalcev | Žirija in glasovi tekmovalcev | Žirija in glasovi tekmovalcev | Žirija in glasovi tekmovalcev | Žirija in glasovi tekmovalcev | Žirija in glasovi tekmovalcev | Televoting | Σ  | Mesto |
| #  | Tekmovalec               | Preobrazba                        | Pesem                 | Gost                          | Irena                         | Gojc                          | Tanja                         | Tekmovalci                    | Σ                             | Točke                         | Televoting | Σ  | Mesto |
| -- | ------------------------ | --------------------------------- | --------------------- | ----------------------------- | ----------------------------- | ----------------------------- | ----------------------------- | ----------------------------- | ----------------------------- | ----------------------------- | ---------- | -- | ----- |
| 1. | Clemens                  | Magnifico                         | "Tivoli"              | 12                            | 5                             | 4                             | 8                             | 0                             | 29                            | 6                             | 8          | 14 | 5.    |
| 2. | Anina Trobec             | Florence and the Machine          | "You've Got the Love" | 8                             | 9                             | 9                             | 9                             | 10                            | 45                            | 10                            | 5          | 15 | 4.    |
| 3. | Luka Sešek               | Genesis (Phil Collins)            | "I Can't Dance"       | 9                             | 7                             | 10                            | 12                            | 0                             | 38                            | 8                             | 6          | 14 | 6.    |
| 4. | Nika Zorjan†             | Maja Keuc                         | "No One"              | 6                             | 8                             | 5                             | 7                             | 0                             | 26                            | 5                             | 7          | 12 | 7.    |
| 5. | Ljubica Špurej Jazbinšek | Jennifer Lopez                    | "Ain't Your Mama"     | 5                             | 4                             | 8                             | 4                             | 5                             | 26                            | 5                             | 4          | 9  | 8.    |
| 6. | Lea Sirk                 | Salvador Sobral                   | "Amar pelos dois"     | 10                            | 12                            | 7                             | 10                            | 10                            | 49                            | 12                            | 9          | 21 | 2.    |
| 7. | Mitja Šinkovec           | Ans. bratov Avsenik (Franc Koren) | "Prelepa Gorenjska"   | 4                             | 6                             | 6                             | 5                             | 10                            | 31                            | 7                             | 10         | 17 | 3.    |
| 8. | Marijan Novina           | Rag'n'Bone Man                    | "Human"               | 7                             | 10                            | 12                            | 6                             | 5                             | 40                            | 9                             | 12         | 21 | 1.    |

Legenda:
     zmagovalec tedna
† tekmovalec s skrivno misijo
Glasovanje tekmovalcev (X je dal svojih 5 točk Y):
- Clemens → Ljubica
- Anina → Mitja
- Luka → Mitja
- Nika → Lea

- Ljubica → Anina
- Lea → Anina
- Mitja → Marijan
- Marijan → Lea

#### 2. oddaja
Gostujoči žirant je bil Jan Bučar.
| #  | Tekmovalec               | Preobrazba     | Pesem               | Glasovanje                    | Glasovanje                    | Glasovanje                    | Glasovanje                    | Glasovanje                    | Glasovanje                    | Glasovanje                    | Glasovanje | Σ  | Mesto |
| #  | Tekmovalec               | Preobrazba     | Pesem               | Žirija in glasovi tekmovalcev | Žirija in glasovi tekmovalcev | Žirija in glasovi tekmovalcev | Žirija in glasovi tekmovalcev | Žirija in glasovi tekmovalcev | Žirija in glasovi tekmovalcev | Žirija in glasovi tekmovalcev | Televoting | Σ  | Mesto |
| #  | Tekmovalec               | Preobrazba     | Pesem               | Gost                          | Irena                         | Gojc                          | Tanja                         | Tekmovalci                    | Σ                             | Točke                         | Televoting | Σ  | Mesto |
| -- | ------------------------ | -------------- | ------------------- | ----------------------------- | ----------------------------- | ----------------------------- | ----------------------------- | ----------------------------- | ----------------------------- | ----------------------------- | ---------- | -- | ----- |
| 1. | Marijan Novina           | David Lee Roth | "Just a Gigolo"     | 5                             | 6                             | 5                             | 5                             | 0                             | 21                            | 5                             | 6          | 11 | 7.    |
| 2. | Ljubica Špurej Jazbinšek | Sasha          | "Vrtnar"            | 6                             | 10                            | 9                             | 9                             | 5                             | 39                            | 8                             | 9          | 17 | 5.    |
| 3. | Nika Zorjan              | Elsa           | "Let It Go"         | 12                            | 9                             | 12                            | 7                             | 10                            | 50                            | 12                            | 7          | 19 | 2.    |
| 4. | Clemens                  | Shakira        | "Objection (Tango)" | 4                             | 4                             | 4                             | 4                             | 0                             | 16                            | 4                             | 4          | 8  | 8.    |
| 5. | Lea Sirk                 | Taylor Swift   | "Blank Space"       | 7                             | 12                            | 10                            | 12                            | 0                             | 41                            | 9                             | 10         | 19 | 1.    |
| 6. | Anina Trobec             | Doris Dragović | "Željo moja"        | 9                             | 5                             | 6                             | 6                             | 5                             | 31                            | 6                             | 12         | 18 | 3.    |
| 7. | Luka Sešek†              | Daddy Yankee   | "Despacito"         | 10                            | 7                             | 7                             | 10                            | 5                             | 39                            | 8                             | 5          | 13 | 6.    |
| 8. | Mitja Šinkovec†          | Luis Fonsi     | "Despacito"         | 8                             | 8                             | 8                             | 8                             | 15                            | 47                            | 10                            | 8          | 18 | 4.    |

Legenda:
     zmagovalec tedna
† tekmovalec s skrivno misijo
Glasovanje tekmovalcev (X je dal svojih 5 točk Y):
- Marijan → Anina
- Ljubica → Nika
- Nika → Mitja
- Clemens → Mitja

- Lea → Nika
- Anina → Ljubica
- Luka → Mitja
- Mitja → Luka

#### 3. oddaja
Gostujoča žirantka je bila Urška Vučak Markež.
| #  | Tekmovalec               | Preobrazba                          | Pesem                              | Glasovanje                    | Glasovanje                    | Glasovanje                    | Glasovanje                    | Glasovanje                    | Glasovanje                    | Glasovanje                    | Glasovanje | Σ  | Mesto |
| #  | Tekmovalec               | Preobrazba                          | Pesem                              | Žirija in glasovi tekmovalcev | Žirija in glasovi tekmovalcev | Žirija in glasovi tekmovalcev | Žirija in glasovi tekmovalcev | Žirija in glasovi tekmovalcev | Žirija in glasovi tekmovalcev | Žirija in glasovi tekmovalcev | Televoting | Σ  | Mesto |
| #  | Tekmovalec               | Preobrazba                          | Pesem                              | Gost                          | Irena                         | Gojc                          | Tanja                         | Tekmovalci                    | Σ                             | Točke                         | Televoting | Σ  | Mesto |
| -- | ------------------------ | ----------------------------------- | ---------------------------------- | ----------------------------- | ----------------------------- | ----------------------------- | ----------------------------- | ----------------------------- | ----------------------------- | ----------------------------- | ---------- | -- | ----- |
| 1. | Lea Sirk                 | Guano Apes (Sandra Nasić)           | "Open Your Eyes"                   | 5                             | 4                             | 5                             | 6                             | 5                             | 25                            | 5                             | 4          | 9  | 8.    |
| 2. | Clemens                  | Ans. Lojzeta Slaka (Andrej Bergant) | "Čebelar"                          | 6                             | 6                             | 7                             | 4                             | 5                             | 28                            | 6                             | 9          | 15 | 4.    |
| 3. | Marijan Novina           | Ylvis                               | "The Fox (What Does the Fox Say?)" | 10                            | 7                             | 9                             | 9                             | 5                             | 40                            | 9                             | 8          | 17 | 3.    |
| 4. | Ljubica Špurej Jazbinšek | Alya                                | "Srce za srce"                     | 4                             | 8                             | 6                             | 8                             | 5                             | 31                            | 7                             | 6          | 13 | 6.    |
| 5. | Mitja Šinkovec           | Chaka Khan                          | "I'm Every Woman"                  | 9                             | 12                            | 12                            | 10                            | 15                            | 58                            | 12                            | 12         | 24 | 1.    |
| 6. | Anina Trobec†            | Rod Stewart                         | "Have I Told You Lately"           | 7                             | 9                             | 8                             | 5                             | 5                             | 34                            | 8                             | 7          | 15 | 5.    |
| 7. | Nika Zorjan              | King Africa                         | "Bomba"                            | 8                             | 5                             | 4                             | 7                             | 0                             | 24                            | 4                             | 5          | 9  | 7.    |
| 8. | Luka Sešek               | Michael Bublé & Nina Simone         | "Feeling Good"                     | 12                            | 10                            | 10                            | 12                            | 0                             | 44                            | 10                            | 10         | 20 | 2.    |

Legenda:
     zmagovalec tedna
† tekmovalec s skrivno misijo
Glasovanje tekmovalcev (X je dal svojih 5 točk Y):
- Lea → Mitja
- Clemens → Marijan
- Marijan → Clemens
- Ljubica → Lea

- Mitja → Anina
- Anina → Mitja
- Nika → Ljubica
- Luka → Mitja

#### 4.oddaja
Gostujoči žirant je bil Bojan Emeršič.
| #  | Tekmovalec               | Preobrazba                | Pesem                      | Glasovanje                    | Glasovanje                    | Glasovanje                    | Glasovanje                    | Glasovanje                    | Glasovanje                    | Glasovanje                    | Glasovanje | Σ  | Mesto |
| #  | Tekmovalec               | Preobrazba                | Pesem                      | Žirija in glasovi tekmovalcev | Žirija in glasovi tekmovalcev | Žirija in glasovi tekmovalcev | Žirija in glasovi tekmovalcev | Žirija in glasovi tekmovalcev | Žirija in glasovi tekmovalcev | Žirija in glasovi tekmovalcev | Televoting | Σ  | Mesto |
| #  | Tekmovalec               | Preobrazba                | Pesem                      | Gost                          | Irena                         | Gojc                          | Tanja                         | Tekmovalci                    | Σ                             | Točke                         | Televoting | Σ  | Mesto |
| -- | ------------------------ | ------------------------- | -------------------------- | ----------------------------- | ----------------------------- | ----------------------------- | ----------------------------- | ----------------------------- | ----------------------------- | ----------------------------- | ---------- | -- | ----- |
| 1. | Anina Trobec             | Sophie Ellis-Bextor       | "Murder on the Dancefloor" | 6                             | 8                             | 9                             | 7                             | 5                             | 35                            | 8                             | 4          | 12 | 6.    |
| 2. | Luka Sešek               | Tarkan                    | "Kiss Kiss"                | 4                             | 5                             | 4                             | 4                             | 0                             | 17                            | 4                             | 5          | 9  | 8.    |
| 3. | Marijan Novina           | Joe Cocker                | "You Are So Beautiful"     | 12                            | 12                            | 10                            | 5                             | 5                             | 44                            | 9                             | 12         | 21 | 2.    |
| 4. | Ljubica Špurej Jazbinšek | The Prodigy (Keith Flint) | "Firestarter"              | 8                             | 9                             | 5                             | 10                            | 15                            | 47                            | 10                            | 9          | 19 | 3.    |
| 5. | Mitja Šinkovec           | Gojmir Lešnjak - Gojc     | "Vetrovi pojo"             | 5                             | 4                             | 6                             | 9                             | 0                             | 24                            | 5                             | 6          | 11 | 7.    |
| 6. | Lea Sirk                 | Lady Gaga                 | "Million Reasons"          | 10                            | 6                             | 8                             | 6                             | 0                             | 30                            | 6                             | 7          | 13 | 5.    |
| 7. | Nika Zorjan              | Lady Gaga                 | "Million Reasons"          | 9                             | 7                             | 7                             | 8                             | 0                             | 31                            | 7                             | 8          | 15 | 4.    |
| 8. | Clemens†                 | LMFAO                     | "Sexy and I Know It"       | 7                             | 10                            | 12                            | 12                            | 15                            | 56                            | 12                            | 10         | 22 | 1.    |

Legenda:
     zmagovalec tedna
† tekmovalec s skrivno misijo
Glasovanje tekmovalcev (X je dal svojih 5 točk Y):
- Anina → Clemens
- Luka → Ljubica
- Marijan → Ljubica
- Ljubica → Clemens

- Mitja → Clemens
- Lea → Ljubica
- Nika → Marijan
- Clemens → Anina

#### 5. oddaja
Gostujoči žirant je bil Werner.
| #  | Tekmovalec                | Preobrazba                             | Pesem                  | Glasovanje                    | Glasovanje                    | Glasovanje                    | Glasovanje                    | Glasovanje                    | Glasovanje                    | Glasovanje                    | Glasovanje | Σ  | Mesto |
| #  | Tekmovalec                | Preobrazba                             | Pesem                  | Žirija in glasovi tekmovalcev | Žirija in glasovi tekmovalcev | Žirija in glasovi tekmovalcev | Žirija in glasovi tekmovalcev | Žirija in glasovi tekmovalcev | Žirija in glasovi tekmovalcev | Žirija in glasovi tekmovalcev | Televoting | Σ  | Mesto |
| #  | Tekmovalec                | Preobrazba                             | Pesem                  | Gost                          | Irena                         | Gojc                          | Tanja                         | Tekmovalci                    | Σ                             | Točke                         | Televoting | Σ  | Mesto |
| -- | ------------------------- | -------------------------------------- | ---------------------- | ----------------------------- | ----------------------------- | ----------------------------- | ----------------------------- | ----------------------------- | ----------------------------- | ----------------------------- | ---------- | -- | ----- |
| 1. | Marijan Novina            | Oskar                                  | "Zmija i žaba"         | 7                             | 5                             | 5                             | 7                             | 5                             | 29                            | 6                             | 6          | 12 | 6.    |
| 2. | Luka Sešek                | Blink 182                              | "All the Small Things" | 5                             | 6                             | 6                             | 4                             | 0                             | 21                            | 5                             | 5          | 10 | 7.    |
| 3. | Ljubica Špurej Jazbinšek† | Carmen Miranda                         | "Rebola a Bola"        | 8                             | 9                             | 8                             | 9                             | 0                             | 34                            | 7                             | 8          | 15 | 4.    |
| 4. | Anina Trobec              | Carla Bruni                            | "Quelqu'un m'a dit"    | 4                             | 4                             | 7                             | 5                             | 0                             | 20                            | 4                             | 4          | 8  | 8.    |
| 5. | Nika Zorjan               | Ljubica Špurej Jazbinšek (Zaka' pa ne) | "Mlejku"               | 9                             | 7                             | 4                             | 6                             | 10                            | 36                            | 8                             | 7          | 15 | 5.    |
| 6. | Clemens                   | Eric Clapton                           | "Tears in Heaven"      | 10                            | 8                             | 12                            | 8                             | 0                             | 38                            | 9                             | 12         | 21 | 1.    |
| 7. | Mitja Šinkovec            | Werner                                 | "Ne gane me"           | 12                            | 10                            | 9                             | 12                            | 5                             | 48                            | 10                            | 10         | 20 | 3.    |
| 8. | Lea Sirk                  | Michael Jacskon (Jackson 5)            | "Who's Loving You"     | 6                             | 12                            | 10                            | 10                            | 20                            | 58                            | 12                            | 9          | 21 | 2.    |

Legenda:
     zmagovalec tedna
† tekmovalec s skrivno misijo
Glasovanje tekmovalcev (X je dal svojih 5 točk Y):
- Marijan → Nika
- Luka → Lea
- Ljubica → Nika
- Anina → Lea

- Nika → Mitja
- Clemens → Lea
- Mitja → Lea
- Lea → Marijan

#### 6. oddaja
Gostujoča žirantka je bila Ana Maria Mitič.
| #  | Tekmovalec               | Preobrazba                    | Pesem                                       | Glasovanje                    | Glasovanje                    | Glasovanje                    | Glasovanje                    | Glasovanje                    | Glasovanje                    | Glasovanje                    | Glasovanje | Σ  | Mesto |
| #  | Tekmovalec               | Preobrazba                    | Pesem                                       | Žirija in glasovi tekmovalcev | Žirija in glasovi tekmovalcev | Žirija in glasovi tekmovalcev | Žirija in glasovi tekmovalcev | Žirija in glasovi tekmovalcev | Žirija in glasovi tekmovalcev | Žirija in glasovi tekmovalcev | Televoting | Σ  | Mesto |
| #  | Tekmovalec               | Preobrazba                    | Pesem                                       | Gost                          | Irena                         | Gojc                          | Tanja                         | Tekmovalci                    | Σ                             | Točke                         | Televoting | Σ  | Mesto |
| -- | ------------------------ | ----------------------------- | ------------------------------------------- | ----------------------------- | ----------------------------- | ----------------------------- | ----------------------------- | ----------------------------- | ----------------------------- | ----------------------------- | ---------- | -- | ----- |
| 1. | Ljubica Špurej Jazbinšek | Chubby Checker                | "Let's Twist Again"                         | 9                             | 6                             | 6                             | 6                             | 10                            | 37                            | 9                             | 10         | 19 | 2.    |
| 2. | Mitja Šinkovec           | Big Foot Mama (Gregor Skočir) | "Garbage"                                   | 7                             | 10                            | 8                             | 8                             | 0                             | 33                            | 7                             | 5          | 12 | 6.    |
| 3. | Lea Sirk†                | Jelka Cvetežar                | "Ko boš prišla na Bled"                     | 5                             | 9                             | 10                            | 9                             | 0                             | 33                            | 7                             | 6          | 13 | 5.    |
| 4. | Nika Zorjan              | Natalia Oreiro                | "Cambio dolor"                              | 10                            | 5                             | 5                             | 12                            | 5                             | 37                            | 9                             | 8          | 17 | 4.    |
| 5. | Clemens                  | Robin Thicke                  | "Blurred Lines"                             | 4                             | 4                             | 4                             | 4                             | 0                             | 16                            | 4                             | 7          | 11 | 7.    |
| 6. | Luka Sešek               | Barry White                   | "You're the First, the Last, My Everything" | 12                            | 12                            | 9                             | 7                             | 15                            | 55                            | 12                            | 12         | 24 | 1.    |
| 7. | Anina Trobec             | Josipa Lisac                  | "Danas sam luda"                            | 6                             | 7                             | 7                             | 5                             | 5                             | 30                            | 5                             | 4          | 9  | 8.    |
| 8. | Marijan Novina           | Josipa Lisac                  | "Danas sam luda"                            | 8                             | 8                             | 12                            | 10                            | 5                             | 43                            | 10                            | 9          | 19 | 3.    |

Legenda:
     zmagovalec tedna
† tekmovalec s skrivno misijo
Glasovanje tekmovalcev (X je dal svojih 5 točk Y):
- Ljubica → Luka
- Mitja → Luka
- Lea → Luka
- Nika → Ljubica

- Clemens → Nika
- Luka → Ljubica
- Anina → Marijan
- Marijan → Anina

#### 7. oddaja
Gostujoči žirant je bil Branko Đurić - Đuro.
| #  | Tekmovalec               | Preobrazba                       | Pesem                             | Glasovanje                    | Glasovanje                    | Glasovanje                    | Glasovanje                    | Glasovanje                    | Glasovanje                    | Glasovanje                    | Glasovanje | Σ  | Mesto |
| #  | Tekmovalec               | Preobrazba                       | Pesem                             | Žirija in glasovi tekmovalcev | Žirija in glasovi tekmovalcev | Žirija in glasovi tekmovalcev | Žirija in glasovi tekmovalcev | Žirija in glasovi tekmovalcev | Žirija in glasovi tekmovalcev | Žirija in glasovi tekmovalcev | Televoting | Σ  | Mesto |
| #  | Tekmovalec               | Preobrazba                       | Pesem                             | Gost                          | Irena                         | Gojc                          | Tanja                         | Tekmovalci                    | Σ                             | Točke                         | Televoting | Σ  | Mesto |
| -- | ------------------------ | -------------------------------- | --------------------------------- | ----------------------------- | ----------------------------- | ----------------------------- | ----------------------------- | ----------------------------- | ----------------------------- | ----------------------------- | ---------- | -- | ----- |
| 1. | Marijan Novina           | Nancy Sinatra                    | "These Boots Are Made for Walkin" | 6                             | 7                             | 6                             | 6                             | 0                             | 25                            | 5                             | 7          | 12 | 6.    |
| 2. | Clemens                  | Green Day (Billie Joe Armstrong) | "Baskest Case"                    | 5                             | 6                             | 8                             | 5                             | 0                             | 24                            | 4                             | 4          | 8  | 8.    |
| 3. | Nika Zorjan              | Britney Spears                   | "I'm a Slave 4 U"                 | 8                             | 8                             | 9                             | 8                             | 10                            | 43                            | 10                            | 8          | 18 | 4.    |
| 4. | Luka Sešek               | Sam Smith                        | "Stay with Me"                    | 12                            | 9                             | 10                            | 9                             | 10                            | 50                            | 12                            | 10         | 22 | 1.    |
| 5. | Anina Trobec             | Rok'n'Band (Rok Ferengja)        | "Jagode in čokolada"              | 4                             | 4                             | 4                             | 4                             | 10                            | 26                            | 6                             | 5          | 11 | 7.    |
| 6. | Mitja Šinkovec†          | Oliver Dragojević                | "Moj lipi anđele"                 | 7                             | 10                            | 7                             | 7                             | 10                            | 41                            | 8                             | 12         | 20 | 2.    |
| 7. | Lea Sirk                 | Eminem in Rihanna                | "Love the Way You Lie"            | 9                             | 12                            | 12                            | 10                            | 0                             | 43                            | 10                            | 9          | 19 | 3.    |
| 8. | Ljubica Špurej Jazbinšek | Tanja Ribič                      | "Mambo Italiano"                  | 10                            | 5                             | 5                             | 12                            | 0                             | 32                            | 7                             | 6          | 13 | 5.    |

Legenda:
     zmagovalec tedna
† tekmovalec s skrivno misijo
Glasovanje tekmovalcev (X je dal svojih 5 točk Y):
- Marijan → Mitja
- Clemens → Luka
- Nika → Anina
- Luka → Anina

- Anina → Nika
- Mitja → Nika
- Lea → Luka
- Ljubica → Mitja

#### 8. oddaja
Gostujoča žirantka je bila Salome.
| #  | Tekmovalec               | Preobrazba                   | Pesem                               | Glasovanje                    | Glasovanje                    | Glasovanje                    | Glasovanje                    | Glasovanje                    | Glasovanje                    | Glasovanje                    | Glasovanje | Σ  | Mesto |
| #  | Tekmovalec               | Preobrazba                   | Pesem                               | Žirija in glasovi tekmovalcev | Žirija in glasovi tekmovalcev | Žirija in glasovi tekmovalcev | Žirija in glasovi tekmovalcev | Žirija in glasovi tekmovalcev | Žirija in glasovi tekmovalcev | Žirija in glasovi tekmovalcev | Televoting | Σ  | Mesto |
| #  | Tekmovalec               | Preobrazba                   | Pesem                               | Gost                          | Irena                         | Gojc                          | Tanja                         | Tekmovalci                    | Σ                             | Točke                         | Televoting | Σ  | Mesto |
| -- | ------------------------ | ---------------------------- | ----------------------------------- | ----------------------------- | ----------------------------- | ----------------------------- | ----------------------------- | ----------------------------- | ----------------------------- | ----------------------------- | ---------- | -- | ----- |
| 1. | Ljubica Špuraj Jazbinšek | Colonia                      | "Za tvoje snene oči"                | 5                             | 5                             | 4                             | 5                             | 0                             | 19                            | 4                             | 5          | 9  | 8.    |
| 2. | Anina Trobec             | Lena                         | "Satellite"                         | 8                             | 7                             | 7                             | 8                             | 10                            | 40                            | 9                             | 4          | 13 | 7.    |
| 3. | Mitja Šinkovec           | Rammstein (Till Lindemann)   | "Feuer frei!"                       | 9                             | 10                            | 10                            | 10                            | 0                             | 39                            | 7                             | 9          | 16 | 5.    |
| 4. | Marijan Novina           | Dead or Alive                | "You Spin Me Round (Like a Record)" | 10                            | 6                             | 5                             | 6                             | 5                             | 32                            | 6                             | 7          | 13 | 6.    |
| 5. | Nika Zorjan              | The Temptations              | "My Girl"                           | 6                             | 9                             | 8                             | 12                            | 5                             | 40                            | 9                             | 8          | 17 | 4.    |
| 6. | Clemens                  | Kate Bush                    | "Wuthering Heights"                 | 12                            | 8                             | 12                            | 7                             | 10                            | 49                            | 12                            | 6          | 18 | 2.    |
| 7. | Lea Sirk                 | Nika Zorjan                  | "Fse"                               | 7                             | 12                            | 9                             | 9                             | 5                             | 42                            | 10                            | 10         | 20 | 1.    |
| 8. | Luka Sešek†              | Sister Act (Whoopi Goldberg) | "I Will Follow Him"                 | 4                             | 4                             | 6                             | 4                             | 5                             | 23                            | 5                             | 12         | 17 | 3.    |

Legenda:
     zmagovalec tedna
† tekmovalec s skrivno misijo
Glasovanje tekmovalcev (X je dal svojih 5 točk Y):
- Ljubica → Marijan
- Anina → Luka
- Mitja → Clemens
- Marijan → Clemens

- Nika → Lea
- Clemens → Anina
- Lea → Anina
- Luka → Nika

#### 9. oddaja
Gostujoči žirant je bil Ranko Babić.
| #  | Tekmovalec               | Preobrazba                        | Pesem                             | Glasovanje                    | Glasovanje                    | Glasovanje                    | Glasovanje                    | Glasovanje                    | Glasovanje                    | Glasovanje                    | Glasovanje | Σ  | Mesto |
| #  | Tekmovalec               | Preobrazba                        | Pesem                             | Žirija in glasovi tekmovalcev | Žirija in glasovi tekmovalcev | Žirija in glasovi tekmovalcev | Žirija in glasovi tekmovalcev | Žirija in glasovi tekmovalcev | Žirija in glasovi tekmovalcev | Žirija in glasovi tekmovalcev | Televoting | Σ  | Mesto |
| #  | Tekmovalec               | Preobrazba                        | Pesem                             | Gost                          | Irena                         | Gojc                          | Tanja                         | Tekmovalci                    | Σ                             | Točke                         | Televoting | Σ  | Mesto |
| -- | ------------------------ | --------------------------------- | --------------------------------- | ----------------------------- | ----------------------------- | ----------------------------- | ----------------------------- | ----------------------------- | ----------------------------- | ----------------------------- | ---------- | -- | ----- |
| 1. | Luka Sešek               | Stane Mancini                     | "Non capito"                      | 4                             | 4                             | 7                             | 4                             | 0                             | 19                            | 4                             | 6          | 10 | 7.    |
| 2. | Clemens                  | Rick James                        | "Super Freak"                     | 5                             | 8                             | 6                             | 12                            | 0                             | 31                            | 6                             | 5          | 11 | 6.    |
| 3. | Nika Zorjan              | Miley Cyrus                       | "Wrecking Ball"                   | 12                            | 12                            | 8                             | 10                            | 0                             | 42                            | 9                             | 8          | 17 | 4.    |
| 4. | Mitja Šinkovec           | Scatman John                      | "Scatman (Ski-Ba-Bop-Ba-Dop-Bop)" | 10                            | 7                             | 10                            | 5                             | 0                             | 32                            | 7                             | 7          | 14 | 5.    |
| 5. | Anina Trobec             | Nelly                             | "Hot in Herre"                    | 7                             | 5                             | 4                             | 6                             | 0                             | 22                            | 5                             | 4          | 9  | 8.    |
| 6. | Lea Sirk†                | Sarah Brightman                   | "Time to Say Goodbye"             | 8                             | 9                             | 9                             | 9                             | 15                            | 50                            | 12                            | 12         | 24 | 1.    |
| 7. | Marijan Novina†          | Andrea Bocelli                    | "Time to Say Goodbye"             | 9                             | 6                             | 5                             | 7                             | 15                            | 42                            | 9                             | 9          | 18 | 3.    |
| 8. | Ljubica Špurej Jazbinšek | Franc Košir (Ans. bratov Avsenik) | "Jaz sem pa en Franc Košir"       | 6                             | 10                            | 12                            | 8                             | 10                            | 46                            | 10                            | 10         | 20 | 2.    |

Legenda:
     zmagovalec tedna
† tekmovalec s skrivno misijo
Glasovanje tekmovalcev (X je dal svojih 5 točk Y):
- Luka → Ljubica
- Clemens → Lea
- Nika → Lea
- Mitja → Marijan

- Anina → Ljubica
- Lea → Marijan
- Marijan → Lea
- Ljubica → Marijan

#### 10. oddaja
Gostujoča žirantka je bila Nika Ambrožič Urbas.
| #  | Tekmovalec                | Preobrazba                              | Pesem                     | Glasovanje                    | Glasovanje                    | Glasovanje                    | Glasovanje                    | Glasovanje                    | Glasovanje                    | Glasovanje                    | Glasovanje | Σ  | Mesto |
| #  | Tekmovalec                | Preobrazba                              | Pesem                     | Žirija in glasovi tekmovalcev | Žirija in glasovi tekmovalcev | Žirija in glasovi tekmovalcev | Žirija in glasovi tekmovalcev | Žirija in glasovi tekmovalcev | Žirija in glasovi tekmovalcev | Žirija in glasovi tekmovalcev | Televoting | Σ  | Mesto |
| #  | Tekmovalec                | Preobrazba                              | Pesem                     | Gost                          | Irena                         | Gojc                          | Tanja                         | Tekmovalci                    | Σ                             | Točke                         | Televoting | Σ  | Mesto |
| -- | ------------------------- | --------------------------------------- | ------------------------- | ----------------------------- | ----------------------------- | ----------------------------- | ----------------------------- | ----------------------------- | ----------------------------- | ----------------------------- | ---------- | -- | ----- |
| 1. | Nika Zorjan               | Christina Aguilera                      | "Candyman"                | 6                             | 5                             | 5                             | 8                             | 5                             | 29                            | 7                             | 7          | 14 | 6.    |
| 2. | Mitja Šinkovec            | Richard Marx                            | "Right Here Waiting"      | 5                             | 6                             | 6                             | 7                             | 5                             | 29                            | 7                             | 8          | 15 | 4.    |
| 3. | Anina Trobec              | The Pussycat Dolls (Nicole Scherzinger) | "Don't Cha"               | 4                             | 4                             | 9                             | 6                             | 0                             | 23                            | 5                             | 4          | 9  | 8.    |
| 4. | Ljubica Špuraj Jazbinšek† | Danijela & Kemal Monteno                | "Ovako ne mogu dalje"     | 8                             | 10                            | 10                            | 9                             | 0                             | 37                            | 9                             | 10         | 19 | 2.    |
| 5. | Lea Sirk                  | MØ (Major Lazer & DJ Snake ft. MØ)      | "Lean On"                 | 7                             | 7                             | 4                             | 5                             | 0                             | 23                            | 5                             | 6          | 11 | 7.    |
| 6. | Clemens                   | Nicki Minaj                             | "Super Bass"              | 9                             | 9                             | 7                             | 10                            | 10                            | 45                            | 10                            | 5          | 15 | 5.    |
| 7. | Marijan Novina            | Twisted Sister                          | "We're Not Gonna Take It" | 10                            | 8                             | 8                             | 4                             | 5                             | 35                            | 8                             | 9          | 17 | 3.    |
| 8. | Luka Sešek                | Jan Plestenjak                          | "Ona sanja o Ljubljani"   | 12                            | 12                            | 12                            | 12                            | 15                            | 63                            | 12                            | 12         | 24 | 1.    |

Legenda:
     zmagovalec tedna
† tekmovalec s skrivno misijo
Glasovanje tekmovalcev (X je dal svojih 5 točk Y):
- Nika → Mitja
- Mitja → Luka
- Anina → Clemens
- Ljubica → Luka

- Lea → Nika
- Clemens → Marijan
- Marijan → Luka
- Luka → Clemens

#### 11. oddaja
Gostujoči žirant je bil Trkaj.
| #  | Tekmovalec                | Preobrazba                      | Pesem                                | Glasovanje                    | Glasovanje                    | Glasovanje                    | Glasovanje                    | Glasovanje                    | Glasovanje                    | Glasovanje                    | Glasovanje | Σ  | Mesto |
| #  | Tekmovalec                | Preobrazba                      | Pesem                                | Žirija in glasovi tekmovalcev | Žirija in glasovi tekmovalcev | Žirija in glasovi tekmovalcev | Žirija in glasovi tekmovalcev | Žirija in glasovi tekmovalcev | Žirija in glasovi tekmovalcev | Žirija in glasovi tekmovalcev | Televoting | Σ  | Mesto |
| #  | Tekmovalec                | Preobrazba                      | Pesem                                | Gost                          | Irena                         | Gojc                          | Tanja                         | Tekmovalci                    | Σ                             | Točke                         | Televoting | Σ  | Mesto |
| -- | ------------------------- | ------------------------------- | ------------------------------------ | ----------------------------- | ----------------------------- | ----------------------------- | ----------------------------- | ----------------------------- | ----------------------------- | ----------------------------- | ---------- | -- | ----- |
| 1. | Ljubica Špurej Jazbinšek† | Deee-Lite                       | "Groove Is in the Heart"             | 5                             | 7                             | 7                             | 7                             | 0                             | 26                            | 4                             | 7          | 11 | 6.    |
| 2. | Luka Sešek†               | Louis Armstrong                 | "Hello Dolly"                        | 7                             | 8                             | 9                             | 9                             | 5                             | 38                            | 8                             | 9          | 17 | 4.    |
| 3. | Nika Zorjan†              | LP                              | "Lost on You"                        | 12                            | 10                            | 8                             | 8                             | 5                             | 43                            | 10                            | 8          | 18 | 3.    |
| 4. | Clemens†                  | Eurythmics (Annie Lennox)       | "Sweet Dreams (Are Made of This)"    | 6                             | 6                             | 6                             | 6                             | 5                             | 29                            | 6                             | 5          | 11 | 7.    |
| 5. | Lea Sirk†                 | Leona Lewis                     | "A Moment Like This"                 | 9                             | 9                             | 10                            | 10                            | 5                             | 43                            | 10                            | 10         | 20 | 2.    |
| 6. | Anina Trobec†             | Metallica (James Hetfield)      | "Whiskey in the Jar"                 | 4                             | 5                             | 5                             | 4                             | 10                            | 28                            | 5                             | 4          | 9  | 8.    |
| 7. | Marijan Novina†           | Janko Ropret                    | "Ljubljančanke"                      | 8                             | 4                             | 4                             | 5                             | 10                            | 31                            | 7                             | 6          | 13 | 5.    |
| 8. | Mitja Šinkovec†           | Julio Iglesias in Willie Nelson | "To All the Girls I've Loved Before" | 10                            | 12                            | 12                            | 12                            | 0                             | 46                            | 12                            | 12         | 24 | 1.    |

Legenda:
     zmagovalec tedna
† tekmovalec s skrivno misijo
Glasovanje tekmovalcev (X je dal svojih 5 točk Y):
- Ljubica → Anina
- Luka → Anina
- Nika → Lea
- Clemens → Marijan

- Lea → Nika
- Anina → Luka
- Marijan → Clemens
- Mitja → Marijan

#### 12. oddaja − Finale
Gostujoči žirant je bil Tilen Artač. Na podlagi točk, ki so jih zbrali v prvih 11 oddajah, so se v finale uvrstili: Mitja Šinkovec, Lea Sirk, Luka Sešek in Marijan Novina. V finalu so o zmagovalcu odločali zgolj telefonski glasovi gledalcev. Zmagovalec 4. sezone je postal Luka Sešek.
| Tekmovalec     | Preobrazba        | Pesem         |
| -------------- | ----------------- | ------------- |
| Mitja Šinkovec | Željko Joksimović | "Lane moje"   |
| Marijan Novina | Robbie Williams   | "Angels"      |
| Luka Sešek     | Johnny Logan      | "Hold Me Now" |
| Lea Sirk       | Sia               | "Chandelier"  |

Ostali 4 tekmovalci so nastopili v "netekmovalnem" programu.
| Tekmovalec               | Preobrazba    | Pesem          |
| ------------------------ | ------------- | -------------- |
| Nika Zorjan              | Aqua          | "Barbie Girl"  |
| Anina Trobec             | Aqua          | "Barbie Girl"  |
| Clemens                  | Lionel Richie | "Endless Love" |
| Ljubica Špurej Jazbinšek | Diana Ross    | "Endless Love" |